# Pleasant Hill (Ohio)
Pleasant Hill è un villaggio degli Stati Uniti d'America, situato nello stato dell'Ohio, nella contea di Miami.